# Piotr Górski (dziennikarz)
Piotr Górski (ur. 2 sierpnia 1957 w Toruniu) – polski dziennikarz sportowy i biznesmen, redaktor naczelny „Przeglądu Sportowego” w latach 1994–2003.

## Życiorys
Maturę zdał w V Liceum Ogólnokształcącym w Toruniu z poszerzoną nauką języka niemieckiego. Ukończył studia w Akademii Wychowania Fizycznego w Warszawie na kierunku nauczycielskim ze specjalizacją: piłka ręczna. Studiował również na Pomagisterskim Dziennym Studium Dziennikarstwa Uniwersytetu Warszawskiego.
W okresie studiów, współpracował z pismami studenckimi, między innymi: „Politechnikiem” (kierownik działu sportowo-turystycznego), „Kalejdoskopem” i „Miniaturami” (redaktor naczelny).
W latach 1982–2003 pracował w „Przeglądzie Sportowym” na stanowisku dziennikarza działów informacji oraz publicystyki i reportażu (1.4.1982–31.12.1988), sekretarza redakcji (1.1.1989–31.3.1990), zastępcy redaktora naczelnego (1.4.1990–30.09.1994) i jednego z najmłodszych w historii redaktora naczelnego (1.10.1994-9.12.2003).
Kiedy w 1990 roku zaczął odpowiadać za stronę merytoryczną najstarszej polskiej gazety sportowej, „PS” znajdował się w najgłębszym, dotychczasowym kryzysie: średni nakład wynosił zaledwie 60 000 egzemplarzy, pismo ukazywało się tylko cztery razy w tygodniu i miało – w sumie – zaledwie 22 kolumny tygodniowo. W 1992 z jego inicjatywy zapoczątkowano kolorowe wydania „Przeglądu Sportowego”. W grudniu 2003 roku „Przegląd Sportowy” i „Tempo” mogły pochwalić się średnią dzienną sprzedażą ponad 90 000 egzemplarzy, ukazywały się na rynku wydawniczym sześć razy w tygodniu i miały co najmniej 110 kolumn tygodniowo (plus aż dwanaście mutacji regionalnych).
Przez te wszystkie lata „Przegląd Sportowy” i „Tempo” musiały bardzo walczyć o pierwszoplanową pozycję wśród pism sportowych. Rankingi popularności dzienników centralnych plasowały „Przegląd Sportowy” i „Tempo” już na czwartym miejscu w kraju (awans z dwunastej lokaty).
W latach 2004–2005 pracował w „Warszawskim Kurierze Sportowym” na stanowisku redaktora naczelnego (24.06.2004-31.10.2005), a od 1.11.2005 do 30.03.2007 był redaktorem naczelnym „Mazowieckiego Sport Expressu”. Od 1.05.2007 do 31.3.2009 pracował w dzienniku „Polska The Times”, gdzie najpierw był sekretarzem, potem zaś zastępcą kierownika działu sportowego.
1 kwietnia 2009 roku został dyrektorem wydawniczym w SportLive24 Spółka Akcyjna, a 1 czerwca 2010 roku wybrano go Prezesem Zarządu SportLive24 S.A. oraz jednocześnie redaktorem naczelnym „Magazynu Futbol” i „Futbol News”.

## Odznaczenia (wybrane)
- Złoty Krzyż Zasługi

## Nagrody (wybrane)
1985: Nagroda Młodych im. Wiesława Kaczmarka (przyznawana najlepszemu polskiemu dziennikarzowi sportowemu, który nie ukończył 30 lat)

## Publikacje (wybrane)
1992: „Kulisy olimpiad: od Aten do Barcelony” (wspólnie z Krzysztofem Bazylowem i Maciejem Petruczenko), wyd. Alma-Press
2004: „Letnie Igrzyska Olimpijskie Ateny 2004”, wyd. Zysk i S-ka w koedycji z wyd. Edipresse Polska